# 简懋爵
簡懋爵（16世紀—17世紀），江西臨江府新喻縣樓山人，明朝政治人物。

## 生平
簡懋爵是萬曆二十二年（1594年）甲午科江西鄉試舉人，四十二年（1614年）授衡州通判，轉真定府宣府理餉同知，天啟七年（1627年）陞惠州知府，當時魏璫專權，同僚打算為其立生祠，他不肯參與而遭誣告侵吞撫賞，被錦衣衛逮問，他自知必死，臨行前作詩：「緹騎傳呼駕帖催，兒孫哀送淚沾衣，丹心不畏冰山壓，留取精忠貫日歸。」到南京後魏璫敗亡，調韶州知府，他卻歎息：「我老了，怎能屈辱自己？」辭官回鄉，後魏璫黨羽再以撫賞事逮問至北京，長子簡寬敲登聞鼓為他喊冤，因此放歸，去世後萬發祥為其作墓志銘。

## 引用
1. 1 2  同治《新喻縣志·卷九·人物一》：簡懋爵，樓山人，領萬厯甲午鄉薦，累官惠州知府，所至有冰櫱聲。先是同知真定，時魏璫燄熾，同官咸欲建立生祠，懋爵不肯鐫名，其黨遂誣以侵漁，撫賞遣緹騎逮問，自分必死，臨行作詩曰：「緹騎傳呼駕帖催，兒孫哀送淚沾衣，丹心不畏冰山壓，留取精忠貫日歸。」至南京璫敗，還調韶州，歎曰：「吾老矣，安能折腰？」竟解綬歸，後魏黨復以撫賞事中之逮至京，長子寬撾登聞鼓白其冤，放歸卒，萬太史發祥銘其墓。
2. ↑  光緒《衡州府志·卷二十一·職官》：通判 明……簡懋爵 新喻舉人，萬厯四十二年任